# Vlag van Zenica-Doboj

Vlag van Zenica-Doboj

De vlag van Zenica-Doboj (Bosnisch: Zastava Zeničko-dobojskog kantona) bestaat uit drie horizontale banen in de kleurencombinatie groen-wit-rood en toont in het midden het wapenschild van het kanton. De vlag is in gebruik genomen op 21 juni 2000.
De kleurencombinatie groen-wit-rood verwijst naar de vlag van de Federatie van Bosnië en Herzegovina en naar de etnische herkomst van de meeste bewoners van Zenica-Doboj: groen en wit staat voor de Bosniakken, rood en wit voor de Bosnische Kroaten. Daarbij moet opgemerkt worden dat deze symboliek niet formeel is vastgelegd, aangezien verwijzingen naar etniciteiten in overheidssymbolen in Bosnië en Herzegovina ongrondwettelijk zijn.
Het wapenschild bevat (binnen een gouden rand) een blauw veld met daarin een gouden kroon en tien witte zespuntige sterren. De kroon is een middeleeuws Bosnisch symbool en is de kroon van het Huis Kotromanic.